# Горбаль Василь Михайлович
Васи́ль Миха́йлович Го́рбаль (18 березня 1971, Львів) — український політик, народний депутат України 4, 5 та 6 скликань, член Ради НБУ (з 2003–2005 та з 2007–2014 роки). Кандидат юридичних наук. Почесний президент Публічного акціонерного товариства Акціонерний банк «Укргазбанк». Голова Львівської обласної державної адміністрації з 20 квітня по 21 грудня 2010 року. У вересні 2018 року був одним із підписантів листа до патріарха Варфоломія, в якому закликав відкласти надання томосу.

## Біографія

### Молодість і економічна діяльність
Народився 18 березня 1971 у Львові; українець; батько, Михайло Васильович (1944) — начальник поліграфцеху «Львівфото»; мати, Рімма Миколаївна (1945) — завідувачка лабораторією у Національному університеті «Львівська політехніка». Є брат — Олег Горбаль.
У 1993 році закінчив факультет міжнародних економічних відносин Київського державного університету за фахом «економіст-міжнародник, референт-перекладач з анґлійської мови». Був однокурсником Михайла Саакашвілі.
У липні — листопаді 1993 року — провідний економіст підвідділу ринку цінних паперів відділу підтримки підприємства АК «Транскредобанк». У грудні 1993 — червні 1994 — начальник відділу валютних операцій та операцій з цінними паперами, з липня 1994 — заступник голови правління, начальник управління кореспондентських відносин та валютно-фінансових операцій АКБ «Києво-Печерський». З грудня 1994 — в.о. голови правління, у березні —вересні 1995 — начальник управління з розвитку філіальної мережі, у жовтні 1995 — лютому 1996 — в.о. директора Київської філії КБ «ФЕБ». З лютого 1996 року — заступник голови правління, з липня 1996 — 1-й заступник голови правління, з жовтня 1996 — в.о. голови правління, з листопада 1996 — голова правління АБ «Інтергазбанк» (з травня 1999 року — АБ «Укргазбанк»). З квітня 2002 року — почесний президент Публічного акціонерного товариства Акціонерний банк «Укргазбанк».
У 2001 році в Національному університеті внутрішніх справ захистив кандидатську дисертацію на тему «Права людини у правовій думці Наддніпрянської України кінця XVIII — початку XX ст. (індивідуалістичні концепції)».

### Політична діяльність. Київський період
Народний депутат України 4-го скликання (квітень 2002 — квітень 2006) від виборчого округа № 218, у Києві, самовисуванець. На голосуванні в окрузі за нього проголосувало 13.05 % мешканців, 29 % — за всіх суперників. З травня по червень 2002 року — член фракції «Єдина Україна», з червня 2002 по вересень 2005 року — член фракції «Регіони України», з вересня 2005 по квітень 2006 — член фракції Партії регіонів «Регіони України». Член Комітету з питань бюджету; співголова депутатської групи ВР України з міжнародних зв'язків з ФРН.
У 2003–2005 роках член Ради НБУ.
Народний депутат України 5-го скликання (2006 — 2007) від Партії регіонів, № 37 в списку. Член фракції Партії регіонів, член Комітету з питань фінансів і банківської діяльності (з липня 2006 року).
З червня 2005 року — член Політради Партії регіонів, голова Київської міської організації. З 2007 роках член Ради НБУ.
Народний депутат України 6-го скликання (листопад 2007 — квітень 2010) від Партії регіонів, № 37 в списку. Член фракції Партії регіонів, член Комітету Верховної Ради України з питань фінансів і банківської діяльності, член групи з міжпарламентських зв'язків з Республікою Казахстан, Член групи з міжпарламентських зв'язків з Грузією, член групи з міжпарламентських зв'язків з Російською Федерацією, член групи з міжпарламентських зв'язків з Федеративною Республікою Німеччина, член групи з міжпарламентських зв'язків з Чеською Республікою, член групи з міжпарламентських зв'язків з Китайською Народною Республікою.
10 серпня 2012 року у другому читанні проголосував за Закон України «Про засади державної мовної політики», який суперечить Конституції України, не має фінансово-економічного обґрунтування і спрямований на знищення української мови. Закон було прийнято із порушеннями регламенту.
У 2008 році балотувався на посаду мера Києва і посів 7-е місце, набравши 2,29 % голосів виборців.

### Голова Львівської обласної державної адміністрації
20 квітня 2010 року президентом України Віктором Януковичем призначений головою Львівської обласної державної адміністрації. Після призначення Василь Горбаль не склав депутатського мандата, як це передбачає закон. Його карточка використовувалася для голосувань у Верховній Раді навіть попри те, що фізично губернатор перебував у Львові. Одним з таких голосувань була ратифікація Харківських угод Януковича — Медведєва, протест проти яких раніше висловила Львівська облрада, і які були зустрінуті в суспільстві, особливо, на Львівщині, дуже критично. Це викликало незадоволення губернатором серед місцевих еліт у Львові. Перша спроба висловити губернатору недовіру була зроблена на засіданні облради 13 травня, однак, тоді не вистачило голосів для включення цього питання на сесію. Вдруге питання розглядалося 18 травня, але тоді для висловлення недовіри не вистачило трьох голосів.

Втретє питання постало у вересні 2010 року. Формальною причиною декларувалося порушення Горбалем закону у частині суміщення депутатства та губернаторства. Однак, в корені проблеми є несприйняття в регіоні політики президента Януковича. Депутат Львівської облради Олег Тягнибок з цього приводу зявив: 
|  | Ми всі прекрасно знаємо, в чому біди і причини страждання українського народу – у холуйстві людей, які себе гаратають у груди і кажуть, що вони патріоти, а потім продаються за посади. Горбаль – представник окупаційної адміністрації, яка слугує антиукраїнській, прокремлівській політиці. Та холуї шукають способи, як би підлизати задницю. Голосувати за відставку представника Януковича в області треба в будь-якому разі, навіть якщо він тут поставить ангела з крилами |

8 вересня на таємному голосуванні, голосами 66 депутатів, Василю Горбалю було висловлено недовіру. Це рішення має не обов'язкову, а дорадчу силу — остаточно, питання відставки має вирішити Президент України. 21 грудня 2010 року Віктор Янукович звільнив Василя Горбаля з посади голови Львівської ОДА.

## Відзнаки і нагороди
Нагороджений Орденом «За заслуги» III степеня (2003)
Автор статей:
- «Права особи в українській та російській теоріях природного права XIX — початку ХХ ст.» (2000),
- «До проблеми теоретичного обґрунтування другого покоління прав людини» (2001),
- «Права людини: поняття, сутність та структура» (2001),
- «Права і свобода особи в українській ліберально-правовій думці (друга половина XIX — початок ХХ ст.)» (2001).

Володіє англійською, німецькою, французькою мовами.

## Родина
Батько — Горбаль Михайло Васильович — іконописець. Мати — Горбаль Римма Миколаївна — викладачка Львівського політехнічного інституту.
Брат — Горбаль Олег Михайлович.
Перша дружина — Безлюдна Ганна Віталіївна, журналістка Inter Media Group. За словами Василя, шлюб розпався через відрядження Ганни на Першу російсько-чеченську війну.
Друга дружина — Горбаль Галина Вікторівна (до шлюбу Бурмаченко) — українська естрадна співачка Gallina. Шлюб тривав з 1996 по 2006 роки. 
Третя дружина — Горбаль Наталія  Валеріївна (до шлюбу Бочарова, в шлюбі з 2015 року) — відома українська адвокатка, письменниця, блогерка, колумністка. 